# Мис святого Вікентія
37°1′30″ пн. ш. 8°59′40″ зх. д. / 37.02500° пн. ш. 8.99444° зх. д.
Ми́с свято́го Віке́нтія (порт. Cabo de São Vicente, МФА: [ˈka.bu dɨ ˈsɐ̃w vi.ˈsẽ.tɨ]) — крайня південно-західна точка Португалії, в провінції Алгарве. Названий на честь святого Вікентія Сарагоського. Довжина — 70 метрів. Є популярним серед туристів.

## Історія
- Битва біля мису святого Вікентія (1606)
- Битва біля мису святого Вікентія (1797)

## Галерея

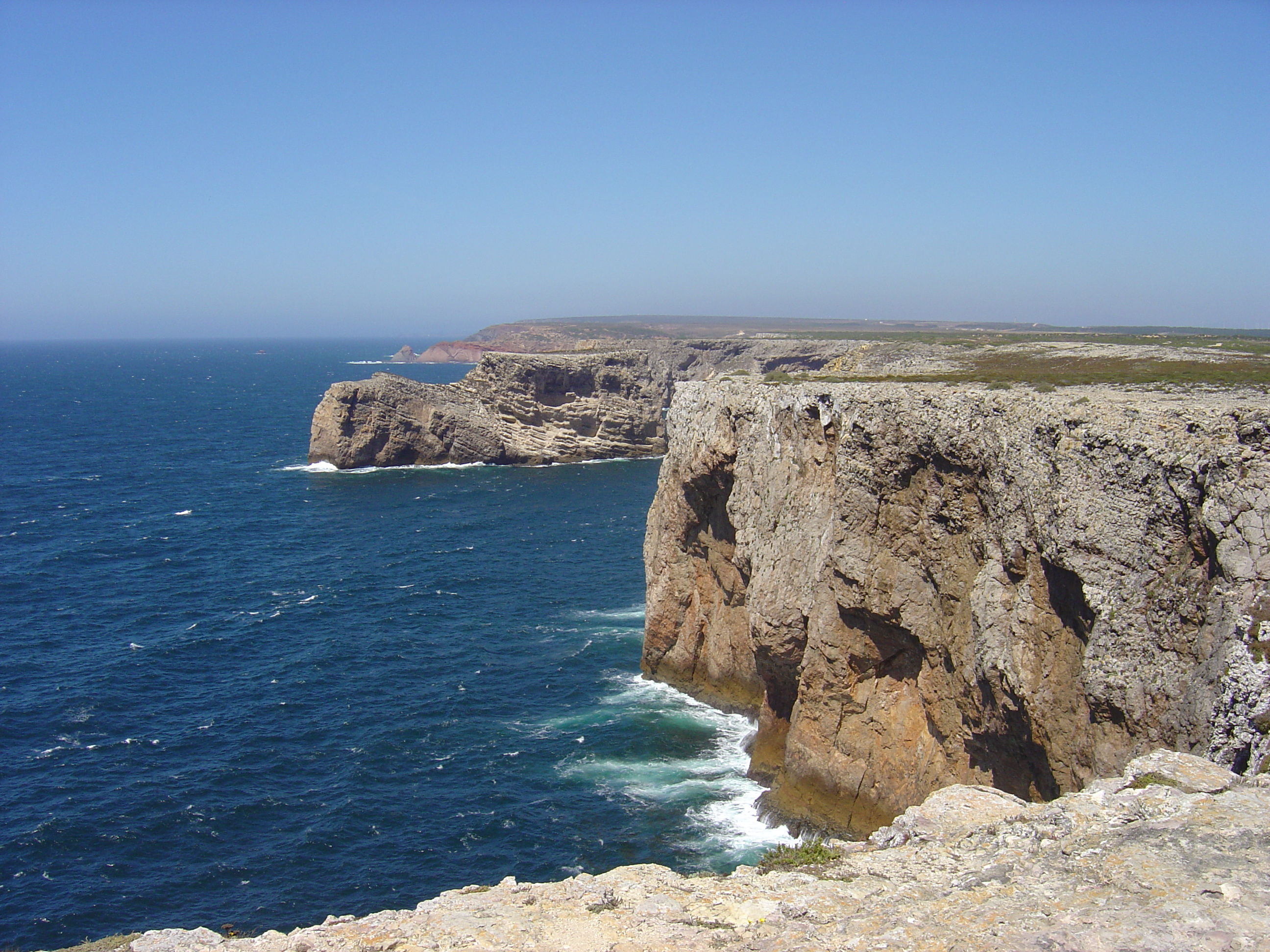
Мис зліва
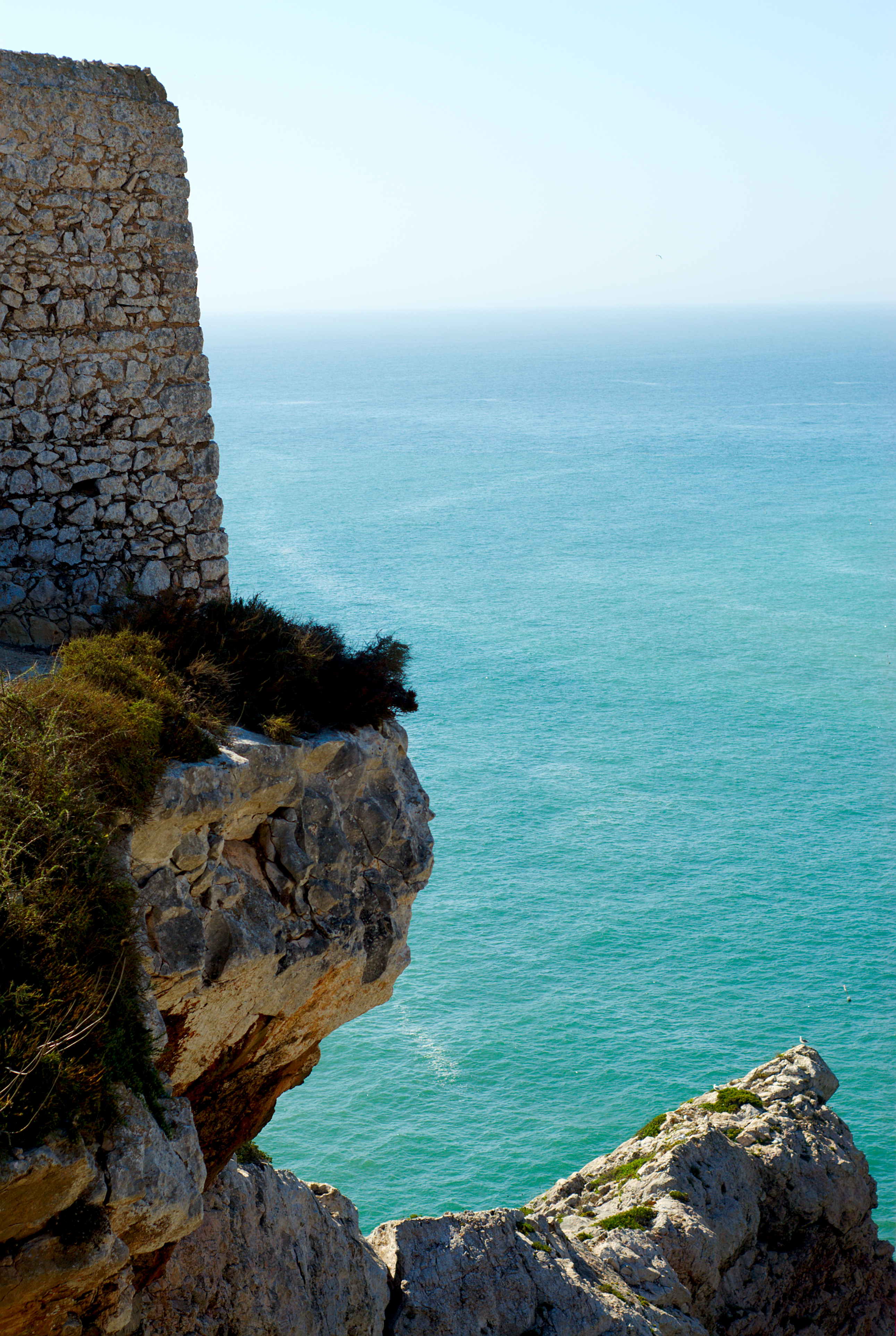
Мис справа